# Années 1040
Les années 1040 couvrent la période de 1040 à 1049.

## Événements
- 1037-1041 : conciles d'Arles ; l'Église organise la trêve de Dieu[1].
- 1040-1048 : après leur victoire sur les Ghaznévides, les Seldjoukides conduits par Toghrul-Beg occupent le Khorassan et le Tokharistan (1042), le Khwarezm et le Tabaristan (1043) puis font la conquête de la Perse (1043-1048) avant d'attaquer l'Arménie byzantine (1048)[2].
- 1040-1110 : école juive séfarade de Saragosse, avec le philosophe et poète Ibn Gabirol (1021-1058), l’exégète Mossé Ibn Samuel Ibn Chikatilia, le philosophe néoplatonicien Bahya ibn Paquda[3].

- 1040-1041 : révolte bulgare de Pierre Deljan écrasée par les Byzantins[4].

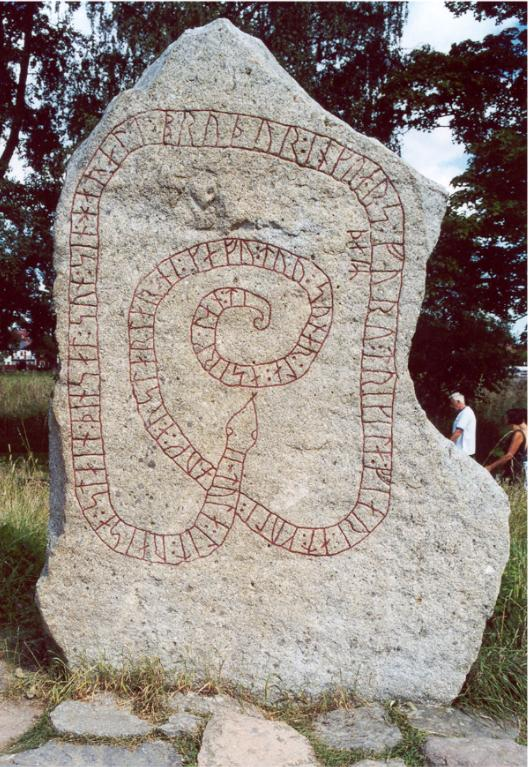
La pierre runique de Gripsholm, en Suède, érigée vers 1040, commémore l'expédition d'Ingvarr au Serkland.

- Vers 1041 : expédition du chef varègue (upplandais) Ingvarr inn víthförli (le Grand Voyageur) et de ses compagnons qui partent de Suède à travers la Russie pour arriver au Serkland (pays des Sarrasins) où il périt avec son équipage, victime d'une épidémie[5].
- Vers 1041-1050 : début de la construction de l'abbatiale Sainte-Foy de Conques par l'abbé Odolric[6].
- 1042-1055 : les Almoravides font la conquête du Sahara occidental[7].
- Vers 1042 : au Tibet, le roi bouddhique de Guge Changchub Ö invite Âtîśa, un pandit bengali, à participer à la renaissance du bouddhisme[8]. Cette seconde « fondation » a des conséquences sur l’état politique et religieux du pays. La féodalité et la théocratie tibétaine se mettent en place vers cette époque. À côté de la noblesse, les monastères bénéficient d’une puissance accrue, tant sur le plan séculier que religieux. Dans certains d’entre eux, survit la croyance traditionnelle selon laquelle le lama ou le supérieur de la communauté se réincarne après sa mort dans un enfant ou un jeune homme qui devient le nouveau chef du monastère.
- 1042-1055 :  règne de Constantin IX sur l'Empire byzantin. Il est marqué par la perte définitive de l’Italie au profit des Normands (disgrâce de Georges Maniakès), la progression des Seldjoukides à l’est, les troubles intérieurs et le schisme religieux entre Constantinople et Rome. C’est néanmoins une période très florissante pour les lettres, dominée par la personnalité de l’érudit Michel Psellos, protégé de l’empereur, qui occupe une place importante dans l’État pour 25 ans. Constantin ouvre le sénat à la bourgeoisie de la capitale et aux fonctionnaires provinciaux[9].
- 1042 : partage de Melfi. Création du comté d'Apulie, première étape de la conquête normande de l'Italie du Sud[10] ; les Normands fondent des principautés en Italie du Sud au détriment de Byzance.

- 1043-1046 : dernière guerre entre la Rus' de Kiev et l'Empire byzantin[9].
- 1045-1064 : soumission de l'Arménie à Byzance. À la mort du roi d’Ani Sembat III en 1041, l’empereur byzantin prétend substituer à son successeur légitime, son neveu Gaghik II, son propre candidat, Vest Sarkis. Devant le refus des Arméniens, il lance contre eux trois expéditions, qui sont repoussées. Allié au roi des Albans, l’empereur byzantin réunit alors la totalité de ses forces mais est écrasé devant Ani par le général Vahram Pahlavani. Il aurait perdu 20 000 hommes. Aussitôt débarrassé des Grecs, le jeune roi Gaghik et son général se retournent contre les Turcs. Grâce à une manœuvre habile, ils leur infligent une sanglante défaite sur les bords du Goktchai. Les Byzantins, cette fois alliés aux Arabes de l'émir de Dwin, lancent une nouvelle attaque. Ayant acheté la neutralité des Arabes, Gaghik réussit à les mettre en déroute. L’empereur byzantin, par le truchement de Vest Sarkis, invite alors Gaghik à venir à Constantinople signer avec lui un traité de paix perpétuelle (été 1045). Gaghik accepte et se met en route après avoir confié la régence au catholicos Petros. Mais dès son arrivée, l’empereur le fait enfermer et envoie une nouvelle armée contre son royaume. Le catholicos livre Ani aux Grecs. Les Arméniens se soumettent à Byzance (1045-1064). Une partie de la population est déportée[11].
- 1045 : reprise de la reconquête en Espagne avec la prise de Calahorra[12]. À partir des années 1045 les comtes de Barcelone et les comtes d'Urgell imposent un tribut aux émirats musulmans voisins (Tortosa, Saragosse, Lérida)[13].
- Vers 1045 : les Malinkés, Dioulas et Sénoufos créent le royaume de Kong au Nord de la Côte d'Ivoire[14].
- 1048-1049 : raids des Petchénègues sur le Danube[15].

## Personnages significatifs

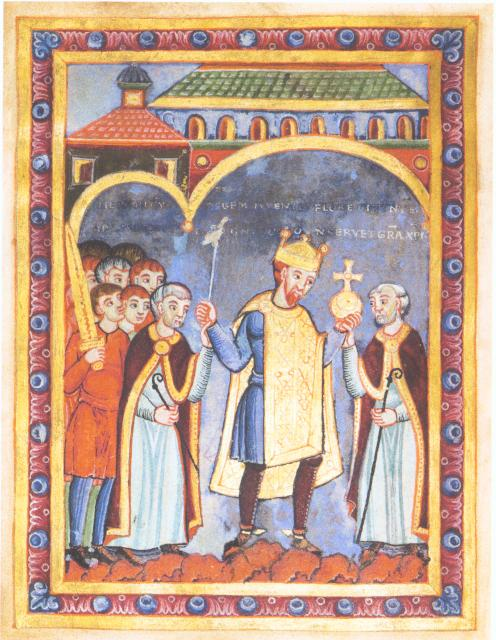
Henri III du Saint-Empire - miniature de 1040.

- Abbad II
- Abdullah Ibn Yassin
- Agnès d'Aquitaine
- Amédée Ier de Savoie
- Anawrahta
- André Ier de Hongrie
- Bahya ibn Paquda
- Bérenger de Tours
- Bretislav Ier de Bohême
- Casimir Ier le Restaurateur
- Constantin IX
- Édouard le Confesseur
- Éon Ier de Penthièvre
- Geoffroy II d'Anjou
- Georges Maniakès
- Harald III de Norvège
- Henri Ier de France
- Henri III du Saint-Empire
- Hugues de Cluny
- Léon Tornikios
- Léon IX
- Macbeth Ier d'Écosse
- Michel Ier Cérulaire
- Michel V (empereur byzantin)
- Pierre de Hongrie
- Pierre Deljan
- Salomon ibn Gabirol
- Samuel Aba de Hongrie
- Siemomysł de Poméranie
- Sven II de Danemark
- Théodora Porphyrogénète
- Toghrul-Beg
- Zoé de Byzance